# Летни олимпийски игри 1912
Петите летни олимпийски игри се провеждат в Стокхолм, Швеция, от 5 май до 22 юли 1912 г. Други градове, кадидатирали се за домакинство, няма. За разлика от игрите през 1900, 1904 и 1908 г., олимпиадата в Стокхолм е много по-добре организирана. За пръв път на олимпиада се използва електронно измерване на времето.
За пръв път на олимпиада участват спортисти от пет континента, което символизират олимпийските кръгове.

## Факти и рекорди
- Португалецът Франциско Лазаро умира от жега по време на маратона.

- Американският индианец Джим Торп печели петобоя и десетобоя, но е дисквалифициран, защото е установено, че е професионален спортист. През 1982 това правило отпада и медалите са му върнати.

- Шведът Оскар Суон става най-старият олимпийски медалист, като печели състезание в стрелбата. По това време той е на 64 години.

- За пръв път жени взимат участие в плуването и скоковете във вода.

- Швеция като домакин отказва да проведе състезания по бокс.

- Бъдещият генерал от Втората световна война – Джордж Патън взима участие в първото състезание по модерен петобой.

- За пръв път на олимпиада участва Сърбия.

- Финландецът Ханес Колемайнен става най-успешният спортист. Той печели три златни медала в леката атлетика.

## Медали
| Витрина |                |       |        |       |      |
| Място   | Държава        | Злато | Сребро | Бронз | Общо |
| 1       | САЩ            | 25    | 19     | 19    | 63   |
| 2       | Швеция         | 24    | 24     | 17    | 65   |
| 3       | Великобритания | 10    | 15     | 16    | 41   |
| 4       | Финландия      | 9     | 8      | 9     | 26   |
| 5       | Франция        | 7     | 4      | 3     | 14   |
| 6       | Германия       | 5     | 13     | 7     | 25   |
| 7       | Южна Африка    | 4     | 2      | 0     | 6    |
| 8       | Норвегия       | 4     | 1      | 4     | 9    |
| 9       | Канада         | 3     | 2      | 3     | 8    |
| 9       | Унгария        | 3     | 2      | 3     | 8    |

- България не взима участие.

## Олимпийски спортове
| - Ветроходство - Плуване - Водна топка - Лека атлетика - Борба - Колоездене - Фехтовка - Футбол |  | - Гимнастика - Скокове във вода - Академично гребане - Тенис - Дърпане на въже - Конен спорт - Модерен петобой - Стрелба |

Демонстрационни спортове са бейзбол и глима.